# Lucrécia Paim
Lucrécia Paim, née à Caxito le 16 octobre 1939 et morte au Congo-Kinshasa en mars 1967, est une féministe angolaise dans la défense des droits humains et la lutte pour l’indépendance de l'Angola. 

## Biographie
Militante du Mouvement populaire pour la libération de l'Angola (MPLA),  elle cofonde l'Organisation des femmes angolaises (OMA). Elle est capturée, torturée puis exécutée par le Front national de libération de l'Angola (FNLA), dans le contexte du conflit fratricide opposant le MPLA à l’UPA/FNLA durant la lutte pour l’indépendance.
Une maternité est rebaptisée (Maternidade Paim) en son nom pour lui rendre hommage,. 

## Note et références